# James Beaty

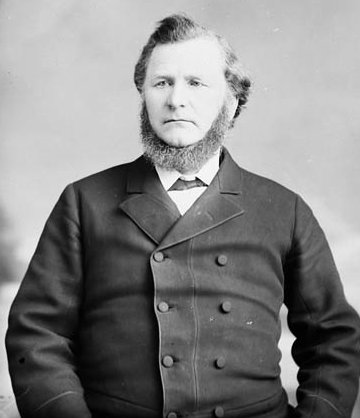
James Beaty (1884)

James Beaty (* 10. November 1831 in Halton County, Ontario; † 15. März 1899 in Toronto) war ein kanadischer Politiker und 22. Bürgermeister von Toronto.
Beaty wurde auf der Ashdale Farm im Township Trafalgar in Halton County geboren. Nach der Schule studierte er in Toronto Rechtswissenschaften und wurde 1855 Anwalt. Er wurde 1872 zum Kronanwalt ernannt. Die Bürger wählten ihn von Januar 1879 bis Januar 1881 zum Bürgermeister. Während seiner Amtszeit am 28. August 1880 wurde er ins kanadische Unterhaus gewählt und trat der Konservativen Partei Kanadas bei. Zwei Jahre später wurde er wiedergewählt und war damit Mitglied des 5. Kanadischen Parlaments. Seine parlamentarische Laufbahn endete am 15. Januar 1887. 1892 versuchte er erneut, sich zum Bürgermeister wählen zu lassen, scheiterte jedoch. Von 1881 bis 1891 diente er der Law Society of Upper Canada. James Beaty erlitt 1899 einen Schlaganfall, von dem er sich nicht mehr erholte, und starb schließlich daran.
James Beaty heiratete am 10. November 1858 seine Cousine Fanny Beaty.